# Ceraleurodicus splendidus
Ceraleurodicus splendidus là một loài côn trùng cánh nửa trong họ Aleyrodidae, phân họ Aleurodicinae.
Ceraleurodicus splendidus được Hempel miêu tả khoa học đầu tiên năm 1922.